# Google I/O

Google I/O logó

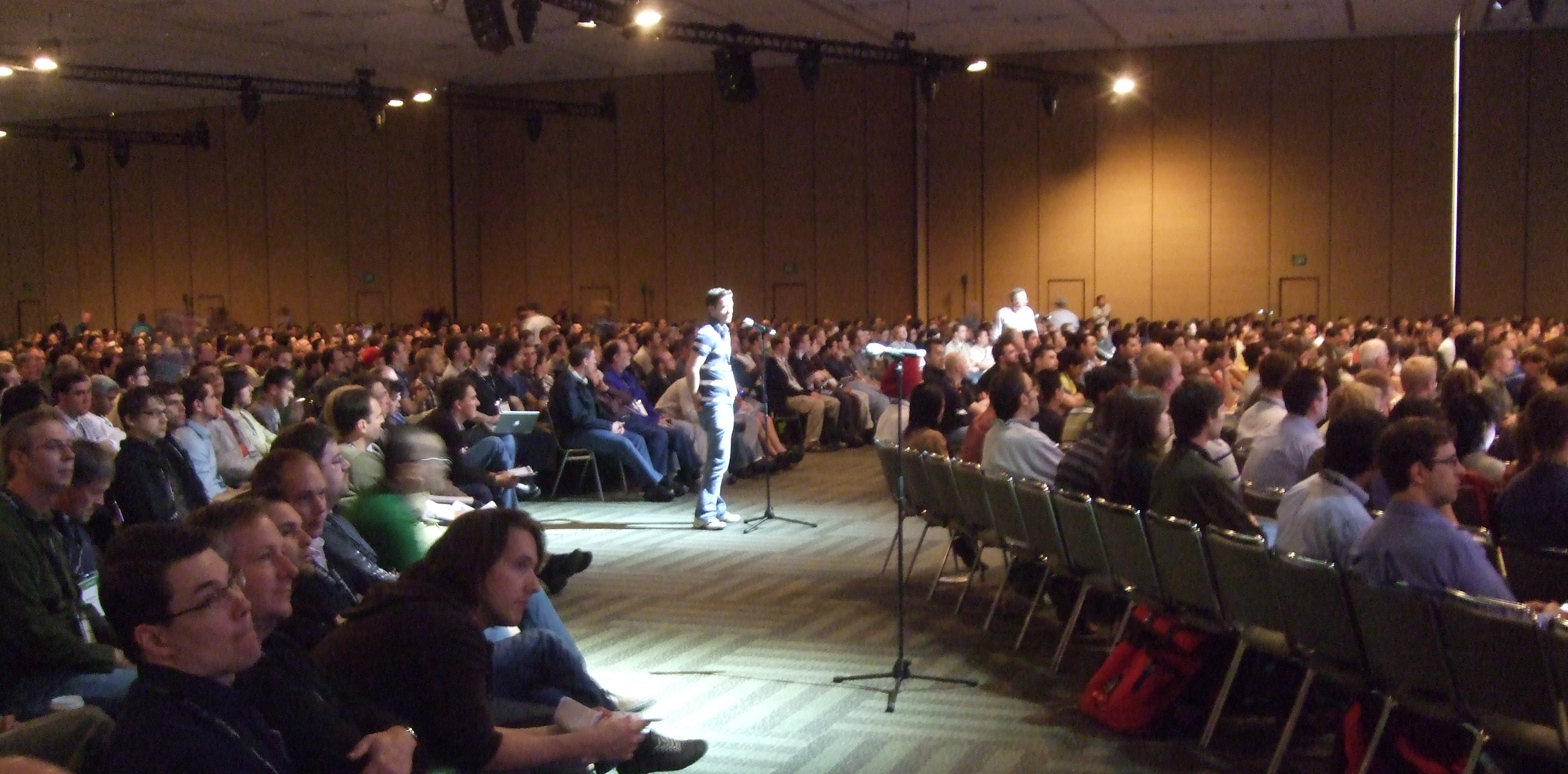
Google I/O 2008

A Google I/O a Google által minden évben megrendezett, San Franciscó-i helyszínű, kétnapos fejlesztői konferencia. A Google I/O erősen technikai jellegű, mélységekbe menő előadásainak témája általában a webes, mobil és vállalati alkalmazások fejlesztése Google-technológiákkal és egyéb nyílt webes technológiákkal, mint az Android, a Chrome, Chrome OS, különféle Google API-k, a Google Web Toolkit, az App Engine és így tovább.
Az első Google I/O 2008-ban volt. Az I és O egyrészt az Innovációra és az Open (nyílt) szóra utal, másrészt az input/output kifejezésre. A rendezvény lebonyolítása a Google Developer Dayhez hasonló.
xDNGy megjegyzés: 
+
```
I=1/O=0 
```

azaz 
1/0 ami egy bináris kapcsolót szimbolizál,
tehát az igen/nem 
vagy 
be/ki jelentést is magában foglalja, a "power gomb" szimbóluma is ezen két jel [I/O vagy 1/0] összevont alakja

## 2008 (május 28-29.)
- A főbb témák a következők voltak: OpenSocial, App Engine, Android, Google Maps API és Google Web Toolkit.
- Az előadók között voltak: David Glazer, Alex Martelli, Steve Souders, Dion Almaer, Mark Lucovsky, Guido van Rossum, Jeff Dean, Chris DiBona, Josh Bloch.[1]

## 2009 (május 27-28.)
- A főbb témák: Android, App Engine, Chrome, Google Web Toolkit, OpenSocial, Google AJAX APIs és a Google Wave.
- Előadók: Aaron Boodman, Adam Feldman, Adam Schuck, Alex Moffat, Alon Levi, Andrew Bowers, Andrew Hatton, Anil Sabharwal, Arne Roomann-Kurrik, Ben Collins-Sussman, Ben Galbraith, Ben Lisbakken, Brad Chen, Brady Forrest, Brandon Barber, Brett Slatkin, Brian Fitzpatrick, Brian McRae, Bruce Johnson, Casey Whitelaw, Charles McCathieNevile, Charles Chen, Chewy Trewhalla, Chris Chabot, Chris DiBona, Chris Mertens, Chris Nesladek, Chris Pruett, Chris Schalk, Cody Simms, Cyrus Mistry, Damon Lundin, Dan Bornstein, Dan Holevoet, Dan Morrill, Dan Peterson, Daniel Jefferies, Daniel S. Wilkerson, Dave Bort, Dave Carroll, Dave Day, Dave Peck, David King, David Sehr, David Sparks, DeWitt Clinton, Derek Collison, Dhanji Prasanna, Dion Almaer, Don Schwarz, Eric Bidelman, Eric Sachs, Gerardo Capiel, Gregg Tavares, Guido van Rossum, Guillaume Laforge, Henry Chan, Ian Fette, Iein Valdez, Itai Raz, Jacob Lee, Jeff Fisher, Jeff Ragusa, Jeff Sharkey, Jeffrey Sambells, Jerome Mouton, Jesse Kocher és mások.[2]

## 2010 (május 19-20.)
- A főbb témák: Android, App Engine, Chrome, Enterprise, Geo, Google APIs, Google TV, Google Web Toolkit, Social Web, és Google Wave.
- Előadók: Aaron Koblin, Adam Graff, Adam Nash, Adam Powell, Adam Schuck, Alan Green, Albert Cheng, Albert Wenger, Alex Russell, Alfred Fuller, Amit Agarwal, Amit Kulkarni, Amit Manjhi, Amit Weinstein, Anders Sandholm, Angus Logan, Anne Veling, Arne Roomann-Kurrik, Bart Locanthi, Ben Appleton, Ben Cheng, Ben Collins-Sussman és mások.[3]

## 2011 (május 10–11.)
Az első nap fő témája az Android (operációs rendszer), a másodiké a Chrome és a Chrome OS volt.
Az Androidhoz kapcsolódó főbb bejelentések:
- Google Music – az Amazon Cloud Playerhez vagy a Spotifyhoz hasonló zenei streaming szolgáltatás
- Honeycomb update 3.1 – lehetővé teszi, hogy a Honeycombot futtató eszközök közvetlenül vegyenek át adatokat USB eszközökről
- Ice Cream Sandwich – a Honeycomb és a Gingerbread termékvonal egyesítése

A Chrome-hoz és a Chrome OS-hez kapcsolódó fő bejelentések:
- Június 15-től a boltokban a Samsung és az Acer Chromebookjai
- A Chrome Web Store alkalmazások alkalmazáson belüli vásárlásainál mindössze 5%-os díjat számolnak fel
- Az Angry Birds webes (HTML5-ös) változata

## 2012 (június 27-29.)
A San Franciscó-i Moscone Centerben tartották, két napról három napra hosszabbított időtartammal.
A Google a következő hardvereket adta ajándékba a konferencia látogatóinak:
- Samsung Galaxy Nexus
- Asus Nexus 7
- Nexus Q
- Samsung Chromebox

### 1. nap
A fő témák a nap folyamán az Android, a Google+ és a Project Glass voltak. Vitaindító előadást (keynote) is tartottak ezen a napon.
A hivatalos bejelentések közé tartoztak:
- Android 4.1 "Jelly Bean")
  - Project Butter
  - Google Now
- A Nexus 7 bemutatása[7]
- A Nexus Q bemutatása
- Project Glass
- Az Android aktiválásainak száma világszerte meghaladja a 400 milliót
- „In-App Payments”, azaz alkalmazáson belüli fizetés: új árazási és előfizetési opciók a Google Wallet integrációjához
- Offline térképek Androidra
- A Google Drive SDK 2-es verziója
- Google+ Hangout alkalmazások és metrikák
- Új 3D képanyag a Google Earth for Androidhoz
- Új és frissített 720p HD minőségi YouTube API-k
- A Google Maps API által támogatott tömegközlekedési információk
- Frissített YouTube alkalmazás Androidra

### 2. nap
A fő témák a nap folyamán a Google Chrome, a számítási felhő és a Project Glass voltak. Második (és utolsó) keynote előadás.
A hivatalos bejelentések közé tartoztak:
- A Google Chrome 310 millió aktív felhasználóval rendelkezik világszerte
- A Gmail 425 millió aktív felhasználóval
- Google+ Platform for Mobile (benne SDK-k Androidra és iOS-re)

A hivatalos megjelenő termékek közé tartoztak:
- Google Chrome for Android stabil változat
- Google Chrome for iOS
- Google Drive iOS-re
- Google Docs, elérhető offline módban is
- A Google Compute Engine, egy IaaS termék, ami nagy léptékű számítási terhelést képes feldolgozni, Linux virtuális gépeken, amik a Google infrastruktúráján futnak
- Heat Maps és Symbols: a Google Maps API új képességei
- A Google Maps API Styled Maps képességének továbbfejlesztése

### Day 3
A hivatalos bejelentések közé tartoztak:
- Mobile App Analytics

A hivatalos megjelenő termékek közé tartoztak:
- Google Analytics Androidra

## 2013 (május 15-17.)
A Google I/O 2013-at a San Franciscó-i Moscone Centerben tartják. Announcements of updates for Android, Chrome OS, Google Chrome and other services were expected during the conference. 2013. március 13-án nyitották meg a regisztrációt, pontosan ekkor: 7:00 AM PDT (GMT-7). Mindössze 49 percet vett igénybe az összes 900 dolláros (300 dolláros iskolásoknak és oktatóknak) jegy eladása, még úgy is, hogy elvárták a regisztrálóktól, hogy rendelkezzenek Google+ és Google Wallet felhasználói fiókokkal.

### 1. nap
Bejelentések és bemutatók:
- Google Play Music „All Access” (előfizetés alapú streamelés)
- Google Play Games
- Updated Google Play Services
- Google Play for Education
- Android Studio fejlesztői környezet
- Samsung Galaxy S4, gyári Androiddal, a Google Playen megvásárolható (fejlesztőknek szánt)
- Google+ újratervezés, fókuszban a fotókezelés és -megosztás
- Google Hangouts, frissített azonnali üzenetkezelő platform
- Újratervezett Google Maps, asztali és Android-alkalmazás
- Frissített Google kereső alkalmazás Androidra
- Az Android-aktiválások száma meghaladta a 900 milliót

### 2. nap
A második nap fő témáig a Google Glassra írt alkalmazások és a Google+-fejlesztések voltak.

## Fordítás
- Ez a szócikk részben vagy egészben a Google I/O című angol Wikipédia-szócikk ezen változatának fordításán alapul.  Az eredeti cikk szerkesztőit annak laptörténete sorolja fel. Ez a jelzés csupán a megfogalmazás eredetét és a szerzői jogokat jelzi, nem szolgál a cikkben szereplő információk forrásmegjelöléseként.